# Agdistis bennetii
Espèce
Synonymes
- Adactylus bennetii Curtis, 1833[1]

Agdistis bennetii est une espèce de lépidoptères de la famille des Pterophoridae.

## Description
L'envergure de l'imago est de 24 à 30 millimètres. Il est de couleur gris-brun. La zone entre les plis des ailes est plus pâle que la couleur de base. Il n'y a pas de taches sur la veine costale, mais il y a quatre taches le long du bord dorsal du pli de l'aile. La quatrième tache est plus proche de la veine costale que la troisième, et parfois celles-ci fusionnent. L'imago présente une posture de repos très caractéristique dans laquelle les ailes étroites et repliées sont maintenues inclinées vers l'avant tandis que le corps est soulevé par les longues pattes avant.
Les valvules des organes génitaux masculins sont asymétriques les unes par rapport aux autres. Les bras costal sont grands et séparés des valves. Le saccule est également compartimenté. L'édéage est bilobé, chaque lobe ayant trois à quatre dents. L'ostium des organes génitaux féminins est simple, l'antre a la forme d'un tube droit. Le bord proximal du huitième tergite est bosselé et les apophyses antérieures sont absentes.
Agdistis bennetii produit deux générations par an, volant de mi-mai à début juillet et de mi-juillet à mi-septembre.
Agdistis intermedia est une espèce étroitement apparentée qui ne peut être distinguée d’Agdistis bennetii que par ses organes génitaux.

## Répartition
Agdistis bennetii est présent dans les côtes d'Angleterre, du Danemark, de Belgique, de France, d'Allemagne, d'Espagne, d'Italie ainsi que des Balkans.
Les papillons se trouvent dans les marais salants où prospèrent les plantes alimentaires ; les spécimens sont rarement recensés à l’intérieur des terres.

## Plantes hôtes
La chenille consomme les plantes des espèces Limonium bellidifolium, Limonium confusum, Limonium dodartii, Limonium girardianum, Limonium oleifolium, Limonium ramosissimum (es), Limonium vulgare.

## Systématique
Le nom valide complet (avec auteur) de ce taxon est Agdistis bennetii (Curtis, 1833).
L'espèce a été initialement classée dans le genre Adactyla sous le protonyme Adactylus bennetii Curtis, 1833,.
Agdistis bennetii a pour synonymes :
- Adactyla bennetii Curtis, 1833
- Adactylus bennetii Curtis, 1833

## Étymologie
Son épithète spécifique, bennetii, lui a été donnée en l'honneur d'Edward Bennet, ami de l'auteur. 

## Publication originale
- (en) John Curtis, Curtis's British entomology, vol. 6, Londres, E. Ellis & Co., 1833, 696 p. (lire en ligne), p. 471-472[8]